# Bronisław Minc

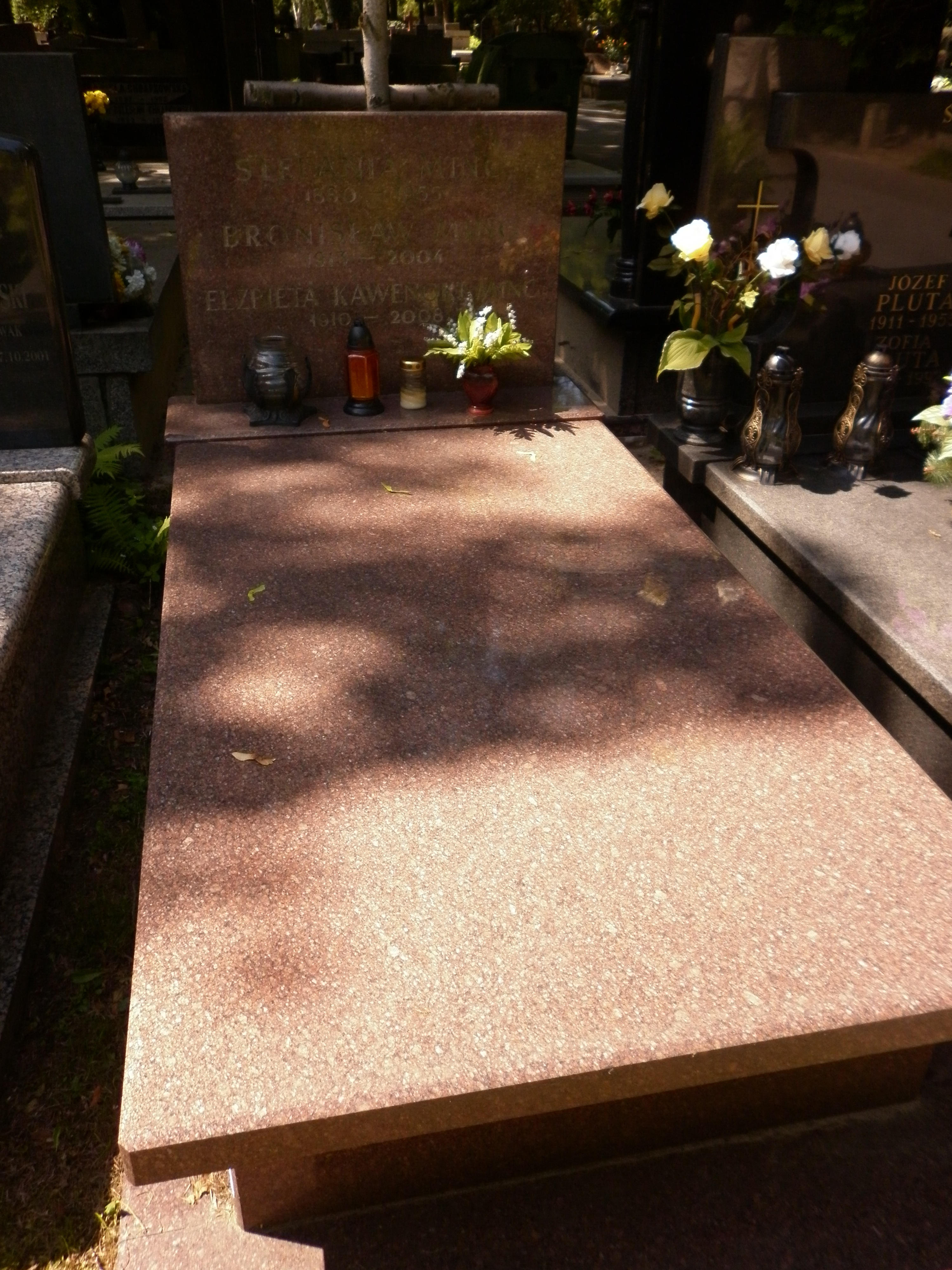
Grób Bronisława Minca na Cmentarzu Wojskowym na Powązkach

Bronisław Minc (ur. 5 maja 1913, zm. 28 stycznia 2004) – polski ekonomista marksistowski, publicysta, brat Hilarego Minca.

## Życiorys
Od 1930 do 1931 należał do Komunistycznego Związku Młodzieży Polski, a od 1931 do 1938 do Komunistycznej Partii Polski. W 1938 ukończył studia na Uniwersytecie Jagiellońskim. Od 1944 do 1945 był członkiem Związku Patriotów Polskich.
W 1946 wstąpił do Polskiej Partii Robotniczej, a następnie do Polskiej Zjednoczonej Partii Robotniczej. W latach 1946–1952 dyrektor Departamentu Koordynacji w Centralnym Urzędzie Planowania i w Państwowej Komisji Planowania Gospodarczego. W latach 1948–1984 kierował katedrą w Szkole Głównej Planowania i Statystyki w Warszawie, wieloletni dziekan wydziału oraz prorektor do spraw nauki tej uczelni. W latach 1953–1968 kierował Zakładem Nauk Ekonomicznych Polskiej Akademii Nauk.
Tytuł doktora nauk ekonomicznych uzyskał w SGPiS w 1950. Od 1953 do 1956 pracował w Instytucie Kształcenia Kadr Naukowych przy KC PZPR. W 1955 mianowany profesorem nadzwyczajnym, a w sześć lat później profesorem zwyczajnym. Od 1984 na emeryturze.
Zainteresowania naukowe Bronisława Minca skupiały się wokół zagadnień ekonomii politycznej, teorii zarządzania gospodarczego, przemian strukturalnych we współczesnej gospodarce, a w ostatnich latach życia także wokół problemów globalnego kapitalizmu.
Autor blisko 300 książek i artykułów opublikowanych w Polsce i za granicą. Pochowany na Wojskowych Powązkach w Warszawie (kwatera C17-5-3).

## Odznaczenia i wyróżnienia
Doktor honoris causa Uniwersytetu Clermont-Ferrand we Francji (1967). W 1950 odznaczony Orderem Sztandaru Pracy II klasy. Był odznaczony także Złotym Krzyżem Zasługi, Medalem 10-lecia Polski Ludowej oraz Odznaką tytułu Zasłużony Nauczyciel PRL. Laureat Nagrody "Miesięcznika Literackiego" (1979) za książkę "Spór o istotne treści marksizmu" (Państwowy Instytut Wydawniczy).

## Najważniejsze publikacje
- Ekonomia polityczna socjalizmu (1961),
- Problemy i kierunki rozwoju ekonomii politycznej (1965, 2 wyd. 1967),
- Postęp ekonomiczny (1967),
- Kapitalizm współczesny (1971),
- Nowa teoria cen (1972),
- Systemy ekonomiczne, dwa tomy (1975),
- Spór o istotne treści marksizmu (1979),
- Współczesna ekonomia polityczna. Założenia, aksjomaty, twierdzenia (1981),
- Zreformować reformę (1987),
- Zniewolenie wolnego rynku (1995),
- Ekonomia na rozdrożu. O symptomach kryzysu gospodarki i teorii ekonomii (1998),
- Globalny kapitalizm: o ustroju, w którym żyjemy (2001).